# Horizont van Boirs
De Horizont van Boirs is een dunne laag in de ondergrond van het Nederlandse Zuid-Limburg. De horizont is onderdeel van de Formatie van Gulpen en stamt uit het laatste deel van het Krijt (het Maastrichtien, ongeveer 68 miljoen jaar geleden).
Normaal gesproken ligt de Horizont van Boirs boven op de oudere Kalksteen van Lixhe 2 en onder de jongere Kalksteen van Lixhe 3, beide ook onderdeel van de Formatie van Gulpen.

## Zie ook

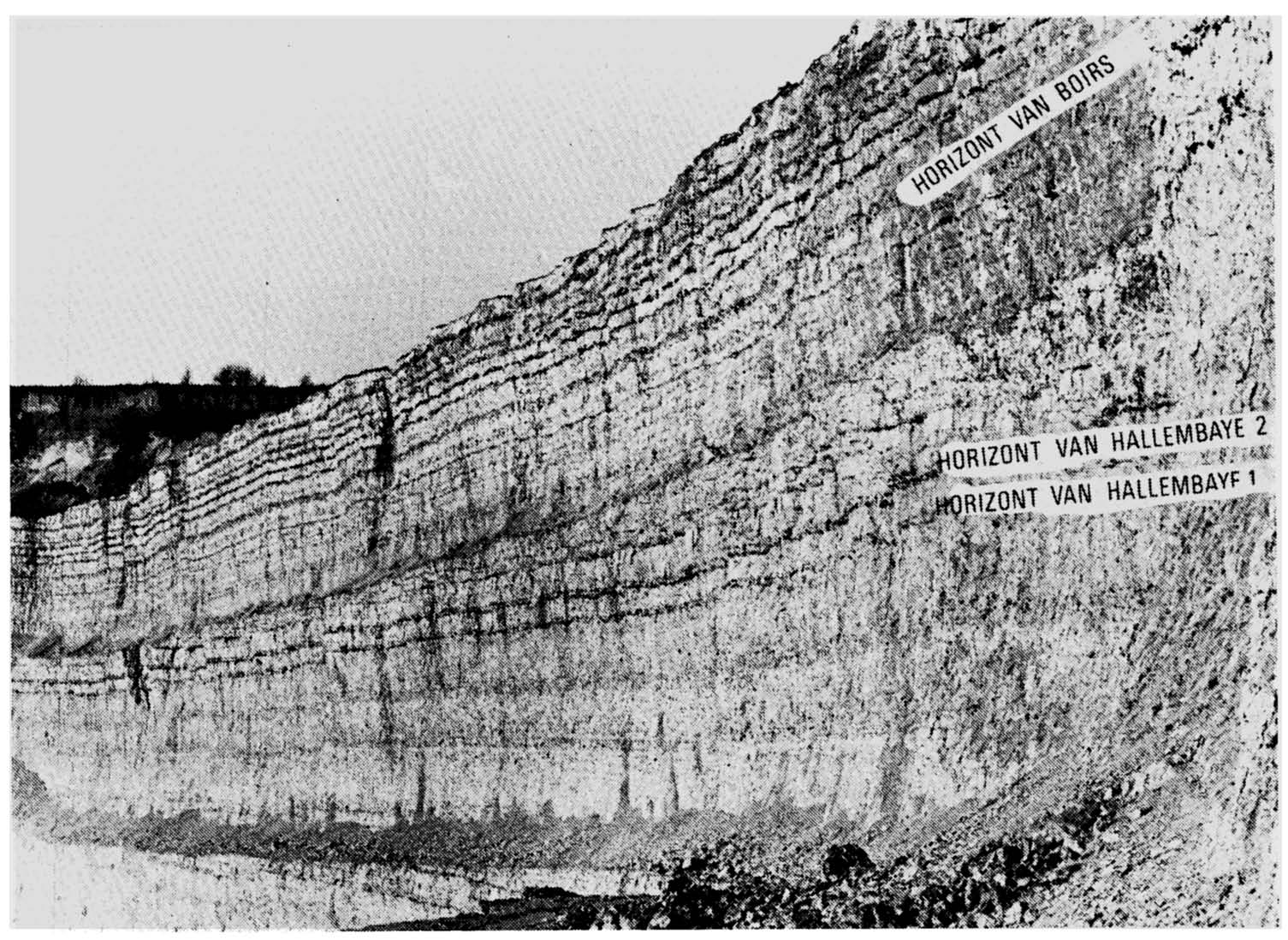
Kalksteenwand met Horizont van Boirs gemarkeerd